# Емма Ґрінвелл
Емма Ґрінвелл (англ. Emma Greenwell; нар. 14 січня 1989, Гринвіч, Коннектикут, США) — американсько-британська акторка. Вона здобула популярність завдяки ролі Менді Мілкович у серіалі Shameless (2012—2016), де з'являлася як одна з основних персонажок у кількох сезонах. Згодом Ґрінвелл виконала ключові ролі в серіалах The Path (2016—2018) від Hulu та The Rook (2019) від Starz. Її акторська діяльність охоплює переважно телевізійні проєкти, однак вона також брала участь у кінематографі.

## Біографія
Емма Ґрінвелл народилася у Гринвічі, штат Коннектикут, у сім'ї з французькою матір'ю та англійським батьком. Коли їй було менше двох років, родина переїхала до району Саут-Кенсінгтон у Лондоні, де майбутня акторка провела дитинство та юність. Вона навчалася у Лондонській академії музики та драматичного мистецтва, однак залишила заклад після року навчання, вирішивши випробувати себе без формальної акторської освіти.
У двадцять два роки Ґрінвелл поїхала до Лос-Анджелеса, де здобула свою першу роль у телесеріалі Shameless, що став її акторським дебютом. Спершу вона планувала повернутися до Лондона, однак участь у зйомках серіалу змусила залишитися у США на тривалий час.
Акторка перебуває у шлюбі та виховує дитину.

## Фільмографія

### Кіно
| Рік  | Фільм                                                            | Роль            |
| ---- | ---------------------------------------------------------------- | --------------- |
| 2013 | Люди Святого Духа (Holy Ghost People)                            | Шарлотта        |
| 2015 | Сміливість бути дикою (Dare to Be Wild)                          | Мері Рейнольдс  |
| 2016 | Гордість і упередження і зомбі (Pride and Prejudice and Zombies) | Керолайн Бінглі |
| 2016 | Любов і дружба (Love & Friendship)                               | Кетрін Вернон   |
| 2016 | Дует (Duet)                                                      | Жанель          |
| 2019 | Гримуча змія (Rattlesnake)                                       | Еббі            |

### Телебачення
| Рік       | Серіал                                                                  | Роль           | Примітки                                     |
| --------- | ----------------------------------------------------------------------- | -------------- | -------------------------------------------- |
| 2012      | Справжня кров (True Blood)                                              | Клаудія        | повторювана роль; 3 епізоди                  |
| 2012–2016 | Безсоромні (Shameless)                                                  | Менді Мілкович | головна роль; 32 епізоди                     |
| 2014      | Закон і порядок: Спеціальний корпус (Law & Order: Special Victims Unit) | Еллі Портер    | Гостьова роль; епізод: «Весняне пробудження» |
| 2016–2018 | Шлях (The Path)                                                         | Мері Кокс      | головна роль; 36 епізодів                    |
| 2019      | Тура (The Rook)                                                         | Міфенві Томас  | головна роль; 8-серійний мінісеріал          |